# Spořice
Spořice (německy Sporitz) jsou obec v okrese Chomutov v Ústeckém kraji. Leží při potoce Hačka, zhruba tři kilometry jihozápadně od Chomutova. Žije zde přibližně 1 600 obyvatel.
K území obce Spořice nepatří sousedící Nové Spořice, část města Chomutova. Naopak součástí Spořic je územně nesouvisející jihozápadněji položené katastrální území Krbice, kde se na místě zaniklé vesnice nachází hnědouhelný Lom Nástup – Tušimice.

## Název
Název obce je odvozen z osobního jména Spor ve významu „malý, sporý“ a přenesen na vesnici znamená „ves lidí Sporových“. Vyvíjel se z varianty Sporicz (1281, 1469), přes Sparitz (1497), Schporicz (1511), Sparitz (1563), Ssporitze (1571), Sparycz (1587), Sporžicz (1654) a Sporitz (1787).

## Historie
Záchranný archeologický výzkum při stavbě dálnice D7 odkryl jihovýchodně od Spořic osídlení ze starší doby bronzové. Dále zachytil sídliště z halštatské a laténské kultury, ze které pochází kostrový hrob s osobními šperky.
První písemná zmínka pochází z roku 1281 ze záznamů majetkových převodů řádu německých rytířů z chomutovské komendy, k jejímuž panství patřily. Do šlechtických rukou se dostaly až po roce 1411, kdy král Václav IV. zabavil veškerý řádový majetek. V 15. století se v držení chomutovského panství vystřídala řada zástavních majitelů, např. Mikuláš Chudý z Lobkovic, Jakoubek z Vřesovic, Jan Calta z Kamenné Hory. Poslední z nich, Beneš z Veitmile, vyplatil nároky německých rytířů a získal tak panství do svého vlastnictví. Jeho potomci vlastnili Spořice až do roku 1560, kdy je od nich koupil Ferdinand II. Tyrolský a od něj v roce 1571 Bohuslav Hasištejnský z Lobkovic. V roce 1591 daroval Jiří Popel z Lobkovic spořický hospodářský dvůr jezuitské koleji v Chomutově. Po jeho odsouzení ke ztrátě majetku v roce 1594 přešla správa rozsáhlého panství na královskou komoru, která ho rozdělila na části a prodala je.
Spořice koupil v roce 1606 Adam Hrzán z Harasova. Soupis majetku ve Spořicích tehdy uváděl 63 poddaných, 15 potahů a filiální kostel, které ocenil na 23 706 kop a 36 grošů a 3 denáry. Poddaní ročně odváděli na poplatcích 44 kop a 41 grošů a 3 denáry, museli odpracovat 158 dní roboty a 6 dní roboty na poli a v naturálních dávkách odevzdat 278 strychů žita, 284 strychů ovsa, 668 vajec a 130 slepic. Hospodářský dvůr však dál patřil jezuitům až do roku 1660, kdy jej koupil Jan Hrzán z Harasova.
Berní rula z roku 1654 ve vesnici uvádí 13 selských gruntů (z toho tři pusté), dále 38 chalup (z nich 11 pustých). Na obecním majetku žili dva domkáři. V roce 1683 došlo ve Spořicích k morové epidemii, kterou údajně přežilo jen šest obyvatel. Pamětní sloup, který událost připomínal, je uložen v lapidáriu Oblastního muzea v Chomutově. Od poloviny 17. století byla ve vsi škola.
Nemoci a průchody vojska způsobovaly škody i v 19. století. Nejprve to byly během napoleonských válek oddíly z vestfálska a roku 1813 také rakouské, ruské a pruské. V roce 1862 se rozšířila epidemie cholery a během prusko-rakouské války zde bylo v roce 1866 týden ubytované vojsko.
Během šedesátých a sedmdesátých let 19. století u Spořic fungoval hnědouhelný důl Pomoc boží založený A. Gellertem. V katastrálním území byla ve druhé polovině 19. století postavena část chomutovského nádraží a v roce 1917 pobočka Poldiny hutě. Od roku 1919 zde fungovala česká škola, později rozšířená o školku. Německá škola sídlila v současné školní budově z roku 1900.

Náměstí Generála Svobody

Během druhé světové války byl ve třech spořických hostincích od 1941 zřízen zajatecký tábor pro francouzské, anglické a řecké zajatce. V dubnu 1945 bylo bombardováním zabito 107 lidí a zničeno 32 domů a dalších 22 poškozeno. V samotném závěru války, 5. května 1945, byli ve stodolách domu čp. 1 zastřeleni vězni z koncentračních táborů a pohřbeni v hromadném hrobě u domu čp. 2.
V poválečném období došlo k rozmachu průmyslu, kdy mezi Spořicemi a Chomutovem vznikla nebo byla rozšířena řada podniků: Ferona, Vodohospodářské stavby a Železárny – Válcovny trub. Původně zemědělská vesnice se změnila na sídliště dělníků. V důsledku výstavby silničního obchvatu byla vesnice rozdělena na dvě části a zanikla řada historických budov. Místní kostel svatého Bartoloměje zchátral, a přišel dokonce o střechu. Po roce 1990 se však vesnice začala úspěšně rozvíjet. Výrazně vzrostl počet obyvatel, bylo postaveno velké množství rodinných domů, otevřen penzion pro seniory se zdravotním střediskem a proběhla rekonstrukce kostela.

## Obyvatelstvo
Při sčítání lidu v roce 1921 zde žilo 2616 obyvatel (z toho 1371 mužů). Převažovali Němci, ale 228 jich bylo české a dva jiné neuvedené národnosti. Zbývajících 45 lidí byli cizinci. Většinou patřili k římskokatolické církvi, ale 54 se jich hlásilo k evangelickým církvím, jeden k církvi československé, šest k izraelské, devět k neuvedeným církvím a 161 lidí bylo bez vyznání. Podle sčítání lidu z roku 1930 měla vesnice 2748 obyvatel: 398 Čechů, 2317 Němců a 33 cizinců. Stále dominovala římskokatolická církev. K evangelickým církvím patřilo 66 lidí, 43 k církvi československé, dva k izraelské a 251 bylo bez vyznání.
|           | 1869 | 1880 | 1890  | 1900  | 1910  | 1921  | 1930  | 1950  | 1961  | 1970  | 1980 | 1991 | 2001 | 2011  | 2021  |
| --------- | ---- | ---- | ----- | ----- | ----- | ----- | ----- | ----- | ----- | ----- | ---- | ---- | ---- | ----- | ----- |
| Obyvatelé | 666  | 798  | 1 088 | 1 629 | 2 346 | 2 616 | 2 748 | 1 839 | 1 826 | 1 249 | 984  | 810  | 876  | 1 271 | 1 433 |
| Domy      | 85   | 101  | 106   | 152   | 216   | 244   | 359   | 375   | 345   | 275   | 262  | 274  | 273  | 384   | 439   |

## Obecní správa a politika
Dne 22. května 1938 se konaly volby do obecních zastupitelstev. Z rozdělených 1842 hlasů ve Spořicích získaly 1261 hlasů Sudetoněmecká strana, 203 hlasů Německá sociální demokracie, 65 KSČ a 313 hlasů jiné české strany.

### Obecní symboly
Znak a vlajka byly obci uděleny rozhodnutím předsedy Poslanecké sněmovny Parlamentu České republiky dne 14. ledna 2000.

## Doprava
Obcí prochází silnice III/00733 (bývalá silnice I/7) a silnice III/2256 do Chomutova. U obce pak u exitu 78 končí dálnice D7 z Prahy a přechází zde na silnici pro motorová vozidla I/7 která pokračuje do Německa. Jižně od vesnice se na trati Lužná u Rakovníka – Chomutov nacházela výhybna Spořice.

## Pamětihodnosti

Kostel svatého Bartoloměje

- Kostel svatého Bartoloměje
- Zemědělský dvůr u kostela
- Šimonův dům

## Osobnosti
- Eduard Löbl, kanovník v Litoměřicích
- Václav Franz (1787–1854), presbyter v oseckém klášteře
- Eduard von Merten (1860–1933), generál dělostřelectva rakousko-uherské armády